# Toya Maissen
Toya Maissen (Chur, 12 februari 1939 - Bazel, 28 augustus 1991) was een Zwitserse journaliste.

## Biografie
Toya Maissen was een dochter van Othmar Joseph Maissen, een garagist. Ze liep school in Klosters en Chur en tussen 1959 en 1965 studeerde ze in Bazel, Bern en Berlijn zowel geneeskunde, rechten als politieke economie, maar maakte deze niet af. Vanaf 1966 was ze journaliste bij de National-Zeitung, maar in 1975 werd ze ontslagen bij een sociaal conflict. Vervolgens werkte ze van 1976 tot 1991 voor de Basler Arbeiterzeitung. In 1972 werd ze lid van de Sociaaldemocratische Partij van Zwitserland, waarbinnen ze diverse functies bekleedde. Zo was ze van 1980 tot 1991 redactrice van de Rote Revue.

## Werken
- (de)  Die kalkulierte Verantwortungslosigkeit, 1980 (samen met I. Kerner).
- (de)  Basler Journalisten, 1986.
- (de)  Der Rhein - die Vergiftung geht weiter, 1987 (samen met I. Kerner en D. Radek).
- (de)  Links notiert, 1992.